# ريان تشرتش (لاعب كرة قاعدة)
ريان تشرتش (بالإنجليزية: Ryan Church)‏ هو لاعب كرة قاعدة أمريكي، ولد في 14 أكتوبر 1978 في سانتا باربارا في الولايات المتحدة.

## وصلات خارجية
- ريان تشرتش على موقع دوري كرة القاعدة الرئيسي (الإنجليزية)
- ريان تشرتش على موقعبيزبول رفرنس.كوم (الدوري الرئيسي) (الإنجليزية)
- ريان تشرتش على موقعبيزبول رفرنس.كوم (الدوري الثانوي) (الإنجليزية)
- ريان تشرتش على موقع إي إس بي إن.كوم (أم.أل.بي) (الإنجليزية)
- ريان تشرتش على موقع مشجعي الرسوم البيانية (الإنجليزية)